# Baluarte de San Carlos

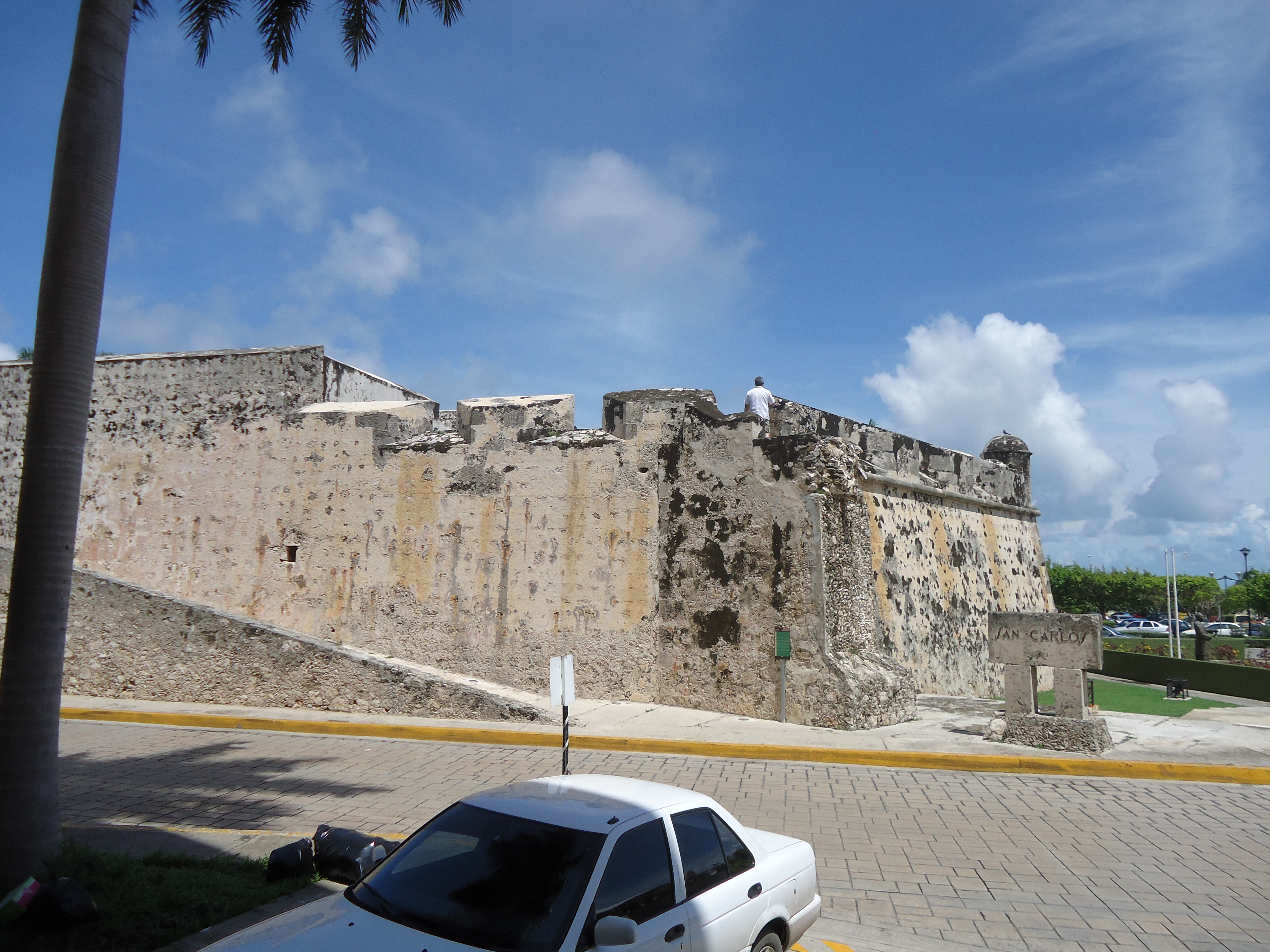
Vista frontal del Baluarte de San Carlos

El Baluarte de San Carlos, se localiza en la ciudad San Francisco de Campeche, Campeche, México. Tiene sus inicios en el siglo XVII, este baluarte fue dedicado al Rey Carlos II de España, en el año de 1676 fue inaugurado por el gobernadorr Pedro Fernández de Angulo,  presenta una forma pentagonal, su superficie es de 840 metros, en la actualidad es el único al que se llega a través de una rampa modificada que desde la calle nos lleva al primer nivel , sus robustas puertas fueron elaboradas con madera las cuales invitan a recorrer el inmueble, este baluarte cuenta con una cisterna y en la parte de abajo esta el sótano, donde se encuentra una bóveda conocida como “El Pulguero” que sirvió para encerrar a los prisioneros; de ésta han surgido innumerables historias de túneles y pasadizos secretos, el segundo nivel tiene una terraza que alberga a dos potentes cañones y un campanario en una de sus esquinas, actualmente alberga al Museo de la Ciudad

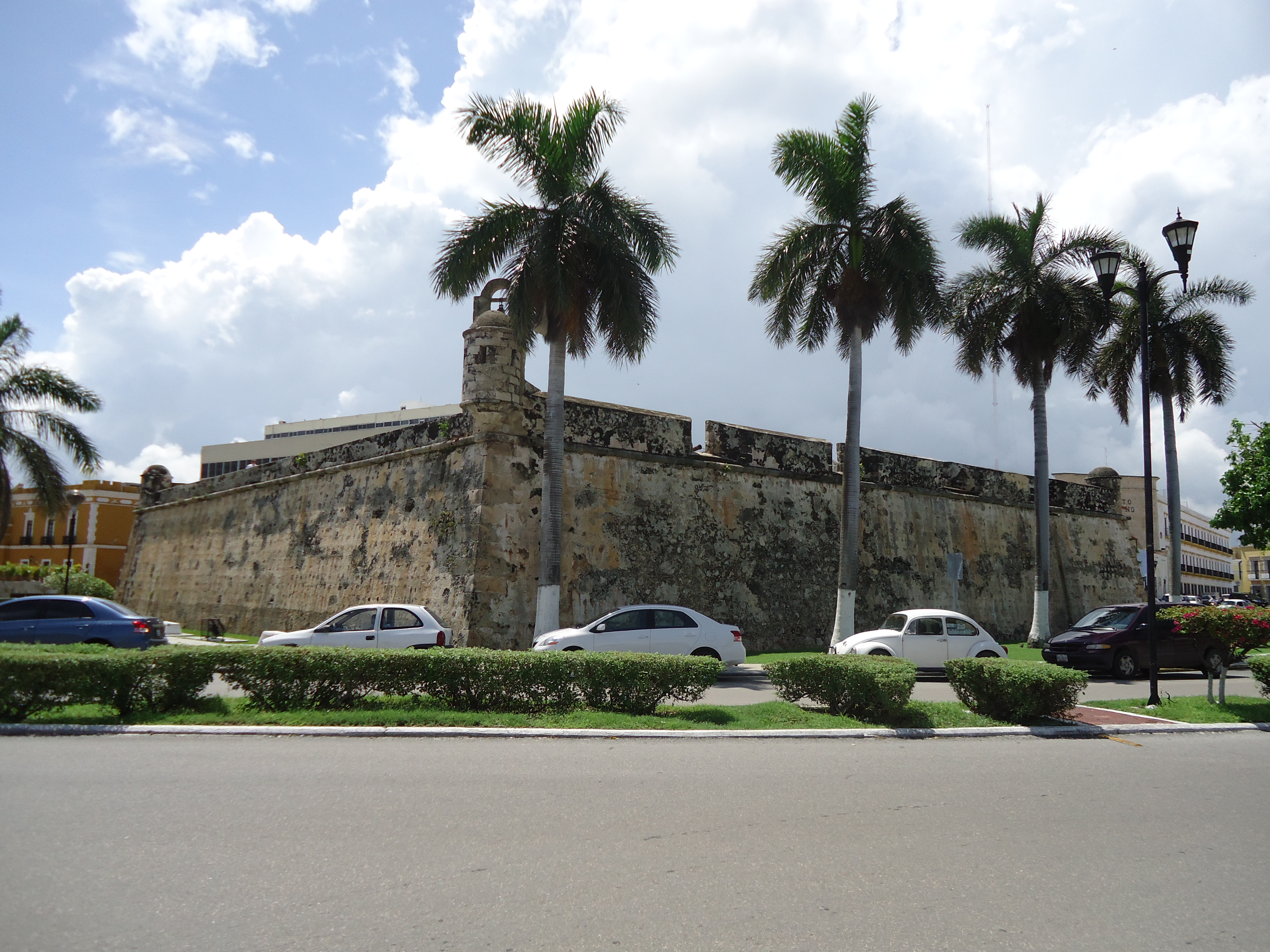
Vista trasera del Baluarte de San Carlos

En épocas pasadas esta arquitectura era utilizada como cuerpo de vigilancia. Actualmente tiene albergado el título de la ciudad que fue concedido el 1 de octubre de 1777 por el Rey Carlos III de España, también alberga las llaves de la ciudad, así como una estupenda museografía que describe la evolución de  la ciudad a través de los siglos. 
El baluarte tiene en su interior muebles armas, esculturas y réplicas de planos y partes de la historia, en una sala se encuentra la escultura de la india mosquito, desde la parte superior se puede observar "La Puerta de Mar" y "El Baluarte de soledad".